# Liste des monarques d'Australie
Cet article présente la liste des monarques d'Australie. Le Commonwealth d'Australie naît en 1901 de la fédération de six colonies britanniques du continent australien. En 1931, le pays obtient sa pleine souveraineté, mais reste néanmoins sous l'autorité juridique du Parlement britannique jusqu'en 1986.
L'Australie est aujourd'hui un État indépendant qui partage son monarque avec le Royaume-Uni et les autres royaumes du Commonwealth.

## Liste des monarques australiens
| N° | Portrait | Nom de règne                                                                                  | Règne            | Règne            | Nom complet                                         | Consort                            |
| -- | --- | --------------------------------------------------------------------------------------------- | ---------------- | ---------------- | --------------------------------------------------- | ---------------------------------- |
| 1  | | George III (1738-1820) Maison de Hanovre                                                      | 29 avril 1770    | 29 janvier 1820  | George William Frederick                            | Charlotte de Mecklembourg-Strelitz |
| 1  | Gouverneurs de Nouvelle-Galles du Sud : Arthur Phillip, John Hunter, Philip King, William Bligh, Lachlan Macquarie | George III (1738-1820) Maison de Hanovre                                                      |                  |                  |                                                     |                                    |
| 2  | | George IV (1762-1830) Maison de Hanovre                                                       | 29 janvier 1820  | 26 juin 1830     | George Augustus Frederick                           | Caroline de Brunswick              |
| 2  | Gouverneurs de Nouvelle-Galles du Sud : Sir Thomas Brisbane, Sir Ralph Darling | George IV (1762-1830) Maison de Hanovre                                                       |                  |                  |                                                     |                                    |
| 3  | | Guillaume IV (1765-1837) Maison de Hanovre                                                    | 26 juin 1830     | 20 juin 1837     | William Henry                                       | Adélaïde de Saxe-Meiningen         |
| 3  | Gouverneur de Nouvelle-Galles du Sud : Sir Richard Bourke | Guillaume IV (1765-1837) Maison de Hanovre                                                    |                  |                  |                                                     |                                    |
| 3  | Gouverneur d'Australie-Occidentale : Sir James Stirling | Guillaume IV (1765-1837) Maison de Hanovre                                                    |                  |                  |                                                     |                                    |
| 3  | Gouverneur d'Australie-Méridionale : Sir John Hindmarsh | Guillaume IV (1765-1837) Maison de Hanovre                                                    |                  |                  |                                                     |                                    |
| 4  | | Victoria (1819-1901) Maison de Hanovre                                                        | 20 juin 1837     | 22 janvier 1901  | Alexandrina Victoria                                | Albert de Saxe-Cobourg-Gotha       |
| 4  | Gouverneurs de Nouvelle-Galles du Sud : Sir George Gipps, Sir Charles FitzRoy, Sir William Denison, Sir John Young, Somerset Lowry-Corry, Sir Hercules Robinson, Augustus Loftus, Charles Wynn-Carington, Victor Child Villiers, Sir Robert Duff, Henry Brand, William Lygon                                                                   | Victoria (1819-1901) Maison de Hanovre                                                        |                  |                  |                                                     |                                    |
| 4  | Gouverneurs d'Australie-Occidentale : Sir James Stirling, John Hutt (en), Sir Andrew Clarke (en), Charles Fitzgerald, Sir Arthur Kennedy, John Hampton (en), Sir Benjamin Pine (en), Sir Frederick Weld, Sir William Robinson, Sir Harry Ord (en), Sir Frederick Broome (en), Sir Gerard Smith (en)                                            | Victoria (1819-1901) Maison de Hanovre                                                        |                  |                  |                                                     |                                    |
| 4  | Gouverneurs d'Australie-Méridionale : George Gawler, Sir George Grey, Frederick Robe (en), Sir Henry Young, Sir Richard MacDonnell, Sir Dominick Daly, Sir James Fergusson, Sir Anthony Musgrave, Sir William Jervois, Sir William Robinson, Algernon Keith-Falconer, Sir Thomas Buxton, Hallam Tennyson                                       | Victoria (1819-1901) Maison de Hanovre                                                        |                  |                  |                                                     |                                    |
| 4  | Gouverneurs du Victoria : Sir Charles Hotham (en), Sir Henry Barkly, Sir Charles Darling (en), John Manners-Sutton, Sir George Bowen, George Phipps, Sir Henry Loch (en), John Hope, Thomas Brassey | Victoria (1819-1901) Maison de Hanovre                                                        |                  |                  |                                                     |                                    |
| 4  | Gouverneurs de Tasmanie : Sir Henry Young, Sir Thomas Browne, Sir Charles Du Cane, Sir Frederick Weld, Sir John Lefroy, Sir George Strahan (en), Sir Robert Hamilton (en), Jenico Preston | Victoria (1819-1901) Maison de Hanovre                                                        |                  |                  |                                                     |                                    |
| 4  | Gouverneurs du Queensland : Sir George Bowen, Samuel Blackall, George Phipps, Sir William Cairns, Sir Arthur Kennedy, Sir Anthony Musgrave, Sir Henry Norman (en), Charles Cochrane-Baillie | Victoria (1819-1901) Maison de Hanovre                                                        |                  |                  |                                                     |                                    |
| 4  | Gouverneur général : John Hope | Victoria (1819-1901) Maison de Hanovre                                                        |                  |                  |                                                     |                                    |
| 4  | Premier ministre : Edmund Barton | Victoria (1819-1901) Maison de Hanovre                                                        |                  |                  |                                                     |                                    |
| 5  | | Édouard VII (1841-1910) Maison de Saxe-Cobourg-Gotha                                          | 22 janvier 1901  | 6 mai 1910       | Albert Edward                                       | Alexandra de Danemark              |
| 5  | Gouverneurs généraux : John Hope, Hallam Tennyson, Henry Northcote, William Ward | Édouard VII (1841-1910) Maison de Saxe-Cobourg-Gotha                                          |                  |                  |                                                     |                                    |
| 5  | Premiers ministres : Sir Edmund Barton, Alfred Deakin, Chris Watson, George Reid, Alfred Deakin, Andrew Fisher, Alfred Deakin | Édouard VII (1841-1910) Maison de Saxe-Cobourg-Gotha                                          |                  |                  |                                                     |                                    |
| 6  | | George V (1865-1936) Maison de Saxe-Cobourg-Gotha (jusqu'en 1917) Maison Windsor (après 1917) | 6 mai 1910       | 20 janvier 1936  | George Frederick Ernest Albert                      | Mary de Teck                       |
| 6  | Gouverneurs généraux : William Ward, Thomas Denman, Sir Ronald Ferguson, Henry Forster, John Baird, Sir Isaac Isaacs | George V (1865-1936) Maison de Saxe-Cobourg-Gotha (jusqu'en 1917) Maison Windsor (après 1917) |                  |                  |                                                     |                                    |
| 6  | Premiers ministres : Andrew Fisher, Joseph Cook, Andrew Fisher, Billy Hughes, Stanley Bruce, James Scullin, Joseph Lyons | George V (1865-1936) Maison de Saxe-Cobourg-Gotha (jusqu'en 1917) Maison Windsor (après 1917) |                  |                  |                                                     |                                    |
| 7  | | Édouard VIII (1894-1972) Maison Windsor                                                       | 20 janvier 1936  | 11 décembre 1936 | Edward Albert Christian George Andrew Patrick David | Aucun                              |
| 7  | Gouverneurs généraux : Sir Isaac Isaacs, Alexander Hore-Ruthven | Édouard VIII (1894-1972) Maison Windsor                                                       |                  |                  |                                                     |                                    |
| 7  | Premier ministre : Joseph Lyons | Édouard VIII (1894-1972) Maison Windsor                                                       |                  |                  |                                                     |                                    |
| 8  | | George VI (1895-1952) Maison Windsor                                                          | 11 décembre 1936 | 6 février 1952   | Albert Frederick Arthur George                      | Elizabeth Bowes-Lyon               |
| 8  | Gouverneurs généraux : Alexander Hore-Ruthven, Henry de Gloucester, Sir William McKell | George VI (1895-1952) Maison Windsor                                                          |                  |                  |                                                     |                                    |
| 8  | Premiers ministres : Joseph Lyons, Sir Earle Page, Robert Menzies, Arthur Fadden, John Curtin, Frank Forde, Ben Chifley, Sir Robert Menzies | George VI (1895-1952) Maison Windsor                                                          |                  |                  |                                                     |                                    |
| 9  | | Élisabeth II (1926-2022) Maison Windsor                                                       | 6 février 1952   | 8 septembre 2022 | Elizabeth Alexandra Mary                            | Philip Mountbatten                 |
| 9  | Gouverneurs généraux : Sir William McKell, Sir William Slim, William Shepherd Morrison, William Philip Sidney, Richard Casey, Baron Casey, Sir Paul Hasluck, Sir John Kerr, Sir Zelman Cowen, Sir Ninian Stephen, William Hayden, Sir William Deane, Peter Hollingworth, Michael Jeffery, Dame Quentin Bryce, Sir Peter Cosgrove, David Hurley | Élisabeth II (1926-2022) Maison Windsor                                                       |                  |                  |                                                     |                                    |
| 9  | Premiers ministres : Sir Robert Menzies, Harold Holt, John McEwen, John Gorton, William McMahon, Gough Whitlam, Malcolm Fraser, Bob Hawke, Paul Keating, John Howard, Kevin Rudd, Julia Gillard, Kevin Rudd, Tony Abbott, Malcolm Turnbull, Scott Morrison, Anthony Albanese                                                                   | Élisabeth II (1926-2022) Maison Windsor                                                       |                  |                  |                                                     |                                    |
| 10 | | Charles III (1948) Maison Windsor                                                             | 8 septembre 2022 | En cours         | Charles Philip Arthur George                        | Camilla Shand                      |
| 10 | Gouverneurs généraux : David Hurley, Sam Mostyn | Charles III (1948) Maison Windsor                                                             |                  |                  |                                                     |                                    |
| 10 | Premier ministre : Anthony Albanese | Charles III (1948) Maison Windsor                                                             |                  |                  |                                                     |                                    |

## Liste des consorts australiens
| Portrait              | Nom                                                          | Devenu consort                                   | Cessé d'être consort                             | Époux/Épouse |
| --------------------- | ------------------------------------------------------------ | ------------------------------------------------ | ------------------------------------------------ | ------------ |
| Alexandra de Danemark | Alexandra de Danemark (1er décembre 1844 – 20 novembre 1925) | 22 janvier 1901 accession de son mari            | 6 mai 1910 mort de son mari                      | Édouard VII  |
| Mary de Teck          | Mary de Teck (26 mai 1867 – 24 mars 1953)                    | 6 mai 1910 accession de son mari                 | 20 janvier 1936 mort de son mari                 | George V     |
| Elizabeth Bowes-Lyon  | Elizabeth Bowes-Lyon (4 août 1900 – 30 mars 2002)            | 11 décembre 1936 accession de son mari           | 6 février 1952 mort de son mari                  | George VI    |
| Philip Mountbatten    | Philip Mountbatten (10 juin 1921 – 9 avril 2021)             | 6 février 1952 accession de sa femme             | 9 avril 2021 à sa mort                           | Élisabeth II |
| Camilla Shand         | Camilla Shand (née le 17 juillet 1947)                       | depuis le 8 septembre 2022 accession de son mari | depuis le 8 septembre 2022 accession de son mari | Charles III  |